# Vintgar
Vintgar er en 1,6 km lang kløft i Slovenien ved landbyen Zgornje Gorje, 4 km nordvest for Bled. I kløften løber floden Radovna mellem stejle klippesider, der er mellem 50 og 100 m høje; kløften falder 250 m fra starten til slutningen, og undervejs finder man erosionsfænomener som damme og strømfald. Ved slutningen af kløften er der i floden et 13 m højt vandfald, kaldet Šum.
46°23′41″N 14°05′14″Ø / 46.3947°N 14.0872°Ø